# Bahnstrecke Qina–Hurghada
Die Bahnstrecke Qina–Hurghada ist die dritte Strecke im geplanten und zum Teil sich im Bau befindenden Hochgeschwindigkeitsnetz Ägyptens.

## Lage im Netz
Die Strecke soll die Nord-Süd-Stammstrecke, die Bahnstrecke Kairo–Abu Simbel entlang des Nils, mit den Touristenhochburgen am Roten Meer verbinden. In Qina soll die Strecke in östliche Richtung abzweigen und nach Safaga, Sahl Hasheesh und Hurghada führen.

## Planungen
Es wird mit Gesamtkosten von 2,7 Milliarden US-Dollar und einer Bauzeit von zwei Jahren gerechnet.
Am 31. Mai 2022 wurde zwischen der National Authority of Tunnels, eine dem ägyptischen Verkehrsministerium unterstellte Behörde, die die Funktion der Bauherrin übernimmt, und Siemens Mobility im Rahmen eines umfassenderen Vertrags auch der Bau dieser Strecke vereinbart. Siemens Mobility arbeitet in einem Konsortium mit Orascom Construction und The Arab Contractors zusammen.
Mit dem Bau wurde noch nicht begonnen.

## Technische Parameter
Die 225 km lange Strecke wird in der in Ägypten üblichen Normalspur errichtet und soll – ebenso wie die beiden anderen in Ägypten geplanten Hochgeschwindigkeitsstrecken – für eine Höchstgeschwindigkeit von 250 km/h eingerichtet, mit 25 kV / 50 Hz elektrifiziert und durch ETCS Level 2 gesichert werden.